# Президент Єгипту
Президент Арабської Республіки Єгипет — за Конституцією Єгипту, виборний глава держави, головнокомандувач єгипетського війська, голова виконавчої влади Єгипту.

## Історія
Першим президентом Єгипту був Мохаммед Нагіб, один із лідерів єгипетської революції 1952 року, який зайняв крісло 18 червня 1953 року, в день, коли Єгипет було проголошено республікою. Четвертий президент країни — Хосні Мубарак. Вперше обійнявши посаду президента 14 жовтня 1981 року, у 2005 році був переобраний на п'ятий термін (у Єгипті немає ліміту на кількість президентських строків правління).
11 лютого 2011 року президент Єгипту Хосні Мубарак внаслідок революції пішов у відставку; перед відходом Мубарак доручив керувати країною Вищій раді збройних сил, яку очолює міністр оборони Мухаммед Хусейн Тантаві. Де-факто саме він є главою країни в цей час.
24 червня 2012 року виборча комісія Єгипту оголосила офіційні результати президентських виборів. Президентом обраний лідер помірного ісламського руху «Брати-мусульмани» Мухаммед Мурсі (він набрав 51,7 % голосів). Друге місце (48,3 %) посів колишній прем'єр-міністр країни часів президента Хосні Мубарака Ахмед Шафік.